# تاریخ کانادا
تاریخ کانادا مقطعی از ورود هزاران سال پیش سرخپوستان به آمریکای شمالی تا امروز را در بر می‌گیرد. پیش از استعمار اروپا، سرزمین‌هایی که کانادای کنونی را در بر می‌گیرد، هزاران سال توسط مردم بومی با شبکه‌های تجاری متمایز، باورهای معنوی متفاوت و سبک‌های سازمان‌دهی اجتماعی جداگانه مسکونی شده بود. برخی از این تمدن‌های قدیمی در زمان ورود اولین اروپایی‌ها مدت‌ها بود که از بین رفته‌بودند و بعدا از طریق تحقیقات باستان‌شناسی کشف شده‌اند.
از اواخر قرن پانزدهم، گروه‌های اکتشافی فرانسوی و بریتانیایی به کاوش، استعمار و جنگ بر سر مکان‌های مختلف در آمریکای شمالی و کانادای امروزی پرداختند. مستعمره فرانسه نو در سال ۱۵۳۴ با سکونتگاه‌های دائمی که از سال ۱۶۰۸ برپا کرد در این مناطق اعلام موجودیت کرد. فرانسه تقریباً تمام دارایی‌های آمریکای شمالی خود را در سال ۱۷۶۳ در معاهده پاریس پس از یک جنگ هفت‌ساله به بریتانیا واگذار کرد. استان بریتانیایی کِبِک در سال ۱۷۹۱ به دو قسمت کانادای بالا و کانادای پایین تقسیم شد. این دو استان با قانون اتحادیه ۱۸۴۰ به عنوان استان کانادا متحد شدند و این قانون در سال ۱۸۴۱ لازم‌الاجرا شد. در سال ۱۸۶۷، دو مستعمره دیگر بریتانیا در منطقه، یعنی نیوبرانزویک و نوا اسکوشیا در چارچوب کنفدراسیون به استان کانادا پیوستند و یک نهاد خودگردان تشکیل شد. 
«کانادا» به عنوان نام قانونی کشور جدید و کلمه قلمرو (Dominion) برای عنوان کشور انتخاب شد. در طول هشتاد و دو سال بعد، کانادا با ترکیب سایر بخش‌های آمریکای شمالی بریتانیا گسترش یافت و این گسترش با ضمیمه شدن نیوفاندلند و لابرادور در سال ۱۹۴۹ به پایان رسید. اگرچه دولت مسئول در آمریکای شمالی بریتانیا از سال ۱۸۴۸ وجود داشت، بریتانیا به اداره سیاست‌های خارجی و دفاعی کانادا تا پایان جنگ جهانی اول ادامه داد. 
با تصویب اساسنامه وست مینستر در سال ۱۹۳۱ این امر به رسمیت شناخته شد که اکنون کانادا با بریتانیا به عنوان یک واحد سیاسی در سطحی برابر قرار گرفته‌است. قانون اساسی سال ۱۹۸۲ حذف وابستگی قانونی به پارلمان بریتانیا را نشان داد. کانادا در حال حاضر از ده استان و سه قلمرو تشکیل شده‌است و یک دموکراسی پارلمانی و یک پادشاهی مشروطه است. طی قرن‌ها، عناصر بومی، فرانسوی، بریتانیایی و آداب و رسوم مهاجران جدیدتر با یکدیگر ترکیب شده و فرهنگ کانادایی را شکل داده‌است. این فرهنگ به شدت تحت تأثیر همسایه زبانی، جغرافیایی و اقتصادی‌اش، یعنی ایالات متحده، قرار گرفته‌است. از زمان پایان جنگ جهانی دوم، کانادایی‌ها از چندجانبه‌گرایی در روابط خارجی و توسعه اجتماعی-اقتصادی حمایت کرده‌اند.

## پیش ازاستعمار
پس از پایان یافتن آخرین عصر یخبندان با یک فرایند طولانی مهاجرت اقوام مختلف وتا حد زیادی آسیایی به کانادا مواجه هستیم. دگردیسیهای فرهنگی این اقوام با ساکنین اولیه؛ به‌طور گسترده باعث فرگشت زمینه‌های فرهنگی مردمان اولیه آنجا شد.

### تماس با اروپاییان
در سال ۱۴۹۷ و ۱۵۷۶، جان کابوت و مارتین فروبیشر، ۱۵۳۴ ژاک کارتیر و ۱۶۰۳ ساموئل دو شامپلن فرانسوی، از جمله اروپائیانی بودند که برخی از نقاط ساحلی اقیانوس اطلس را در این کشور را کشف کردند.
از اولین مناطقی که اروپاییان در آنجا ساکن بودند و شروع به ساخت و ساز کردند، منطقه پورت رویال (سال ۱۶۰۵) و شهر کبک و نیوفوندلند (در حدود سال ۱۶۱۰) بود. ورود اروپایی‌ها به این مناطق و شهرها، باعث ورود بیماری‌های آن قاره به این کشور، از راه جاده‌های تجاری شد که باعث شیوع سریع بیماری و مبتلا شدن افراد بومی این کشور شد.

## دوران استعمار

گسترده شدن مرزها و تعداد بخش‌ها و مناطق کانادا

در قرن ۱۷، کشورهای مستعمره انگلیس و فرانسه در آمریکای شمالی توانستند تا حدی استقلال خود را بدست آورند. مستعمره‌های فرانسه، بیشتر در نواحی دره‌ای در کنار رودخانه سنت لارنس ساکن شدند و مستعمره‌های انگلیسی در مستعمره‌های سیزده‌گانه در جنوب، ساکن شدند. اگر چه برای رقابت در کسب قلمرو، و تصاحب منابع آن منطقه، مثل خز، ماهی و دیگر محصولات دریایی، چندین جنگ بین ساکنان فرانسوی و انگلیسی و قبیله‌های بومی مناطق اتفاق افتاد. جنگ‌های ایروکوئین‌ها و فرانسوی‌ها، بین هم‌پیمانان ایروکوئین و الگونکوئین به همراه متحدان فرانسوی خود، بر سر کنترل تجارت خز اتفاق افتاد. ۴ جنگ بین بومیان آمریکایی و فرانسوی در سال‌های بین ۱۶۸۹ و ۱۷۶۳ اتفاق افتاد. این جنگ‌ها منجر به پیروزی بریتانیا در جنگ هفت ساله (کانادا) و امضای تفاهم‌نامه پاریس در سال ۱۷۶۳ شد که بریتانیا کنترل تمامی سرزمین آمریکای شمالی که تحت استعمار فرانسه، در شرق رودخانه می‌سی‌سی‌پی بود، به جز جزایر سنت پیر و ماژلان را به دست گرفت.
حاکمان جدید بریتانیایی کانادا بسیاری از اموال و همچنین امور مذهبی، سیاسی، اجتماعی و فرهنگی ساکنان فرانسوی‌زبان را حفظ و تضمین کردند. فرانسوی‌زبان‌ها لایحه کبک را در سال ۱۷۷۴ به تصویب رساندند که در آن روی کار آمدن مذهب کاتولیک، قانون مدنی فرانسه و به کار بردن زبان فرانسه، لحاظ شده بود. این لایحه اهمیت زیادی برای بریتانیا داشت، اگرچه باعث خشم بسیاری از ساکنین مستعمره سیزده‌گانه شد و این مسئله به وقوع انقلاب آمریکا کمک کرد.
پس از به استقلال رسیدن ایالات متحده، تقریباً ۵۰۰۰ نفر از وفاداران به امپراتور، به استقلال کبک (۱۷۶۳-۱۷۹۱)، نوا اسکوشیا، جزیره پرنس ادوارد و نیوفوندلند، مهاجرت کردند.
زمانی که این مهمانان ناخوانده از طرف مردم نوا اسکوشیا با استقبال روبرو نشدند، نیوبرانزویک در سال ۱۷۸۴، اقامتگاه آنان شد. برای اسکان دادن این انگلیسی‌زبان‌ها در کبک، طبق لایحهٔ مصوبهٔ سال ۱۷۹۱، این استان به دو بخش فرانکوفون (کانادای جنوبی) و آنگلوفون (کانادای شمالی)، تفکیک شد.
کانادا در جنگ سال ۱۸۱۲، مرز اصلی بین ایالات متحده و امپراتوری بریتانیا بود و دفاع موفق آن، طی جنگ طولانی ۱۸۱۲، تأثیر به سزایی روی کانادا و آمریکای شمالی گذاشت و باعث ایجاد اتحاد و حس ملی‌گرایی در میان بریتانیایی‌ها و مردم آمریکای شمالی شد. از سال ۱۸۱۵، کانادا با سیل عظیم مهاجرت از بریتانیا و ایرلند مواجه شد. توافق‌نامه‌های صلح بلندمدتی بین کانادا و ایالات متحده، بسته شد، که با آشوب‌های سیاسی که از طرف برخی افراد مثل هانتر لوگز و برادران فنین صورت گرفت، تا حدی نقض شد.
پس از شکست شورش آشوبگران در سال ۱۸۳۷ که خواستار دولت مسئول بودند؛ مقامات رسمی در جایگاه سیاسی کشور را مورد بررسی قرار دادند و گزارشی در مورد امور مختلف آمریکای شمالی و بریتانیا، در همین سال منتشر ساختند. یکی از اهداف این بررسی، که برای اصلاح طلبان فرانکفون و انگلوفون غیرقابل قبول بود و منجر به شورش در سال ۱۸۳۷ شد، برابر سازی فرهنگ کانادایی‌های فرانسوی زبان، با فرهنگ بریتانیایی بود.
در سال ۱۸۴۰، تمام بخش‌های مختلف کانادا به یک مستعمره شبه فدرال بدل شد. ایالت واحد کانادا، طبق لایحه کشور واحده (سال ۱۸۴۰). امضای قرارداد اورگان، توسط بریتانیا و ایالات متحده در سال ۱۸۴۶، باعث خاتمه نزاع‌های مرزی ارگان شد، و باعث گسترده شدن مرز این کشور از سمت غرب، و موازی با آن در شمال شد که منجر به ایجاد مستعمره جدید ونکوور در سال ۱۸۴۹، ظهور نبرد فراستر کانیون و به استعمار گرفتن بریتیش کلمبیا در سال ۱۸۵۸ شد که این دو مستعمره بعداً به‌طور کامل از ایالت واحد کانادا جدا شدند. در اواخر سالهای ۱۸۵۰ رهبران کانادا، هیئت اعزامی از مناطق غربی، با هدف کنترل روپرتز لند (Rupert's Land) و نواحی قطبی، به این مناطق اعزام کردند.
با رشد زاد و ولد، جمعیت کانادا، به سرعت افزایش یافت، اما این مسئله با مهاجرت اروپائیان به ایالات متحده و کانادایی‌های فرانسوی‌تبار به نیو انگلند، جبران شد و تا حدی تعدیل گردید.

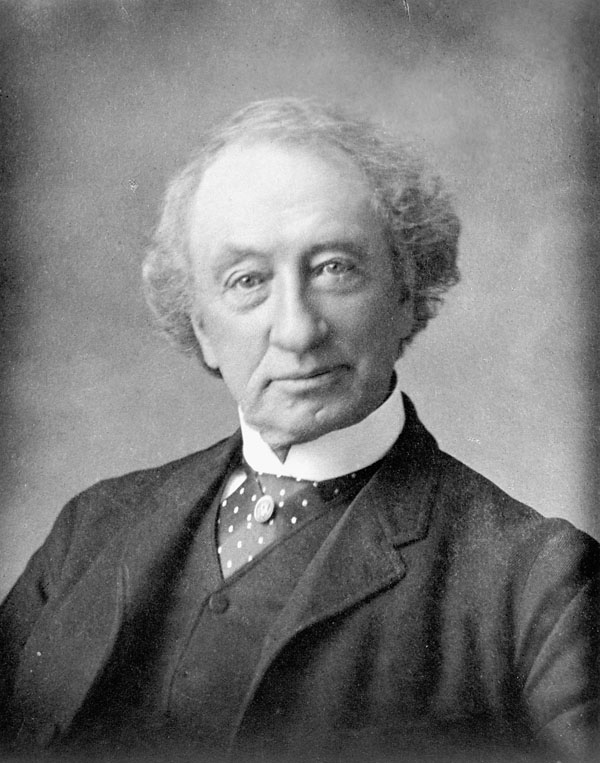
سر جان مک‌دانلد اولین نخست‌وزیر کانادا

بعد از ائتلاف بزرگ چارلتون و کنفرانس‌های کبک ۱۸۶۴ و لندن ۱۸۶۶، سه مستعمره کانادا، نوا اسکاتیا و نیوبرانزویک متحد شدند. با الحاق لایحه‌ای به قانون اساسی در سال ۱۸۶۷، لایحه آمریکای شمالی بریتانیا، این کشور به نام ایالات کانادا با چهار بخش اونتاریو، کبک، نوا اسکوشیا و نیوبرانزویک، تغییر نام یافت.
پس از آن کانادا، کنترل روپرتز لند و خطه شمال غرب را به دست گرفت که هر دو به نام نواحی شمال غرب در سال ۱۸۷۰، شناخته می‌شدند که با توجه به عدم رضایت مردم متی، منجر به شورش گروه رودخانه سرخ شد و در نهایت ایالت مانیتوبا که بعدها در ژوئیه ۱۸۷۰ به ایالت واحد کانادا پیوست، شکل گرفت. بریتیش کلمبیا و مستعمره جزیره پرنس ادوارد به ترتیب در سال‌های ۱۸۷۱ و ۱۸۷۳ به اتحادیه کشورهای هم‌پیمان پیوستند. کانادا برای پیوستن کشورهای متحد و ایالت‌های غربی، ۳ راه‌آهن از جمله راه‌آهن کانادا پسیفیک را احداث کرد که مردم را تشویق به مهاجرت برای توسعه مناطق، طبق لایحه سرزمین‌های متحد کرد و پلیس سواره سلطنتی کانادا را به وجود آورد. با گذشت زمان ساکنین زیادی از طریق این راه‌آهن به مناطق یاد شده، مهاجرت می‌کردند که باعث افزایش جمعیت مناطق شد که هم‌زمان، سرزمین‌های شمال غرب، نیز توسعه یافتند و به ایالت‌های آلبرتا۱۹۰۷ (میلادی) و ساسکاچوان در سال ۱۹۰۵ بدل شد.

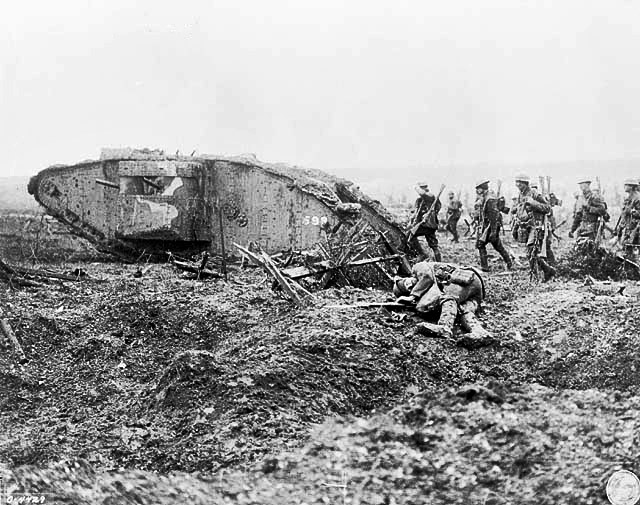
سربازان و تانک کانادایی در نبرد ویمی‌ریج، سال ۱۹۱۷

## قرن بیستم
کانادا، در سال ۱۹۱۴، با بریتانیا وارد جنگ شد و سپاه ارتش و گروهی از افراد داوطلب را به مرزهای غربی فرستاد تا به عنوان سرباز ملی مبارزه کنند. به دلیل تلفات زیاد، نخست‌وزیر روبرت بردن مجبور شد از سربازگیری اجباری استفاده کند، این حرکت برای مردم کبک، بسیار ناخوشایند بود که باعث شد حزب محافظه کار، دیگر مورد حمایت مردم آنجا نباشد. پس از آن لیبرال‌ها از آن حزب جدا شدند و تبدیل به حزب سیاسی ایالتی شدند.
در سال ۱۹۱۹، کانادا به قانون اتحادیه ملت‌ها و حقوق آن درآمد و در سال ۱۹۳۱، قانون وست مینیستر را پذیرفت، که طی آن بدون رضایت کانادا، پارلمان بریتانیا حق ندارد کانادا را گسترش دهد. بعد از آن که جنگ آلمان‌ها در اواخر سال‌های ۱۹۳۰ کمی فرو نشست، نخست‌وزیر ویلیام لیون مکنزی کینگ، تائیدیهٔ پارلمان را برای شرکت در جنگ جهانی دوم، در سال ۱۹۳۹ پس از تجاوز آلمان به لهستان گرفت. به این ترتیب اولین واحد ارتش نظامی کانادا، در دسامبر ۱۹۳۹ به بریتانیا رسید.
اقتصاد این کشور در طول جنگ با توجه به تجهیزاتی که در جنگ استفاده می‌شد و به خصوص علیه کانادا، بریتانیا و چین بکار برده شد، رو به نابودی رفت. در سال ۱۹۴۹ کانادا جنگ را با یکی از بزرگ‌ترین ارتش‌های جهان خاتمه داد. در این سال، ایالت استقلال یافتهٔ نیوفوندلند به کانادا پیوست.
پس از گذشت یک قرن در سال ۱۹۶۷ مهاجرت زیادی از کشورهای مختلف اروپایی که جنگ کشورشان را را نابود کرده بود، به این کشور صورت گرفت که باعث تغییر بافت جمعیتی کشور شد.
به علاوه، در زمان جنگ ویتنام، هزاران آمریکایی به این کشور مهاجرت کردند و در بخش‌های مختلف کشور ساکن شدند. افزایش مهاجرت که منجر به افزایش جمعیت این کشور شد و به موازات آن افزایش قدرت اقتصادی ایالات متحده در سالهای ۱۹۶۰، و با توجه به انقلاب آرام در کبک، نوع جدیدی از ملی‌گرایی کانادایی را پدیدآورد.
در جلسه‌ای با حضور نخست وزیران که در نوامبر سال ۱۹۸۱ برگزار شد، دولت‌های فدرال و ایالتی با جداسازی قانون اساسی و ایجاد تغییراتی در آن موافقت کردند. علیرغم این حقیقت که دولت کبک با این تغییرات موافق نبود در ۱۷ آوریل ۱۹۸۲ کانادا از ملکه الیزابت دوم، مجوزی برای جداسازی قانون اساسی‌اش از بریتانیا گرفت، که بدین ترتیب کل کانادا تحت حکومت مستقل پادشاهی قرار گرفت و هر دو کشور دارای حکومت پادشاهی مشابه شدند.
پس از آن که در ایالت کبک، طی انقلاب آرام در سال‌های ۱۹۶۰، تغییرات اقتصادی اجتماعی زیادی به وقوع پیوست، برخی از کبکی‌ها به دولت، برای ایجاد خودمختاری بیشتر و استقلال کامل یا نسبی از کانادا، فشار آوردند. اختلاف بین کانادایی‌های انگلیسی زبان و کبکی‌ها بر سر جداسازی جامعه، فرهنگ و زبان باعث وقوع حوادث زیادی شد.
در سال ۱۹۹۷، دادگاه عالی کانادا، قانون کناره‌گیری همه‌جانبه این ایالت از این موضوع و غیرقانونی بودن آنرا داد، علی‌رغم این مسائل، کبکی‌ها به کار خود ادامه دادند. هماهنگ سازی و افزایش مناسبت‌های اقتصادی با ایالات متحده، پس از جنگ جهانی دوم، افزایش مهمی یافت. قرارداد تجارت آزاد ایالات متحده – کانادا در سال ۱۹۸۷، نقش تعیین‌کننده‌ای در دو کشور داشت.
در دهه‌های اخیر، کانادا در مورد استقلال مسائل فرهنگی خود، به خاطر نمایش فیلم‌ها و کلیپ‌های آمریکایی در تلویزیون خود نگران است.
کانادایی‌ها به نظام سلامت و مراقبت‌های بهداشتی کشور در سطح جهانی و تعهد خود در رعایت احترام به چند فرهنگی بودن این سرزمین افتخار می‌کنند.